# If You Leave Me Now
If You Leave Me Now ist ein Lied der Band Chicago, das 1976 auf dem Album Chicago X erschien. Der Autor des Stücks ist der damalige Bassist und Sänger Peter Cetera.
Das Lied wurde von vielen Radiostationen gespielt, in New York angeblich sogar von vier Sendern gleichzeitig in verschiedenen Sendungen.
If You Leave Me Now gewann bei den Grammy Awards 1977 in den Kategorien „Beste Darbietung eines Duos oder einer Gruppe - Pop“ und „Bestes Arrangement mit Gesangsdarbietung“. Das Album, aus dem das Lied ausgekoppelt wurde, gewann in der Kategorie „Bestes Album-Paket“.

## Kommerzieller Erfolg

### Chartplatzierungen
Nach seiner weltweiten Veröffentlichung im August 1976 erklomm das Lied am 23. Oktober für zwei Wochen Platz eins der amerikanischen Billboard Hot 100 Charts. Damit war es der erste Nummer-eins-Hit für Chicago. In Großbritannien konnte sich der Titel für drei Wochen an der Spitze der Charts halten.
| ChartsChartplatzierungen       | Höchstplatzierung | Wochen |
| ------------------------------ | ----------------- | ------ |
| Deutschland (GfK)              | 3 (26 Wo.)        | 26     |
| Österreich (Ö3)                | 3 (20 Wo.)        | 20     |
| Schweiz (IFPI)                 | 3 (14 Wo.)        | 14     |
| Vereinigte Staaten (Billboard) | 1 (21 Wo.)        | 21     |
| Vereinigtes Königreich (OCC)   | 1 (16 Wo.)        | 16     |

| ChartsJahrescharts (1976)      | Platzierung |
| ------------------------------ | ----------- |
| Vereinigte Staaten (Billboard) | 48          |

| ChartsJahrescharts (1977) | Platzierung |
| ------------------------- | ----------- |
| Deutschland (GfK)         | 14          |
| Österreich (Ö3)           | 7           |
| Schweiz (IFPI)            | 13          |

### Auszeichnungen für Musikverkäufe
| Land/Region                  | Auszeichnungen für Musikverkäufe (Land/Region, Auszeichnung, Verkäufe) | Verkäufe  |
| ---------------------------- | ---------------------------------------------------------------------- | --------- |
| Dänemark (IFPI)              | Gold                                                                   | 45.000    |
| Japan (RIAJ)                 | Gold                                                                   | 100.000   |
| Kanada (MC)                  | Gold                                                                   | 75.000    |
| Neuseeland (RMNZ)            | Platin                                                                 | 30.000    |
| Spanien (Promusicae)         | Platin                                                                 | 60.000    |
| Vereinigte Staaten (RIAA)    | Platin                                                                 | 1.000.000 |
| Vereinigtes Königreich (BPI) | Gold                                                                   | 500.000   |
| Insgesamt                    | 4× Gold · 3× Platin ·                                                  | 1.810.000 |

Hauptartikel: Chicago (Band)/Auszeichnungen für Musikverkäufe

## Coverversionen (Auswahl)
- 1977: Jerry Butler feat. Thelma Houston
- 1977: Roland Kaiser (Willst du wirklich gehn?)
- 1977: Max Greger Jr. (Wenn du von mir gehst)
- 1977: Alf Gardner (Wenn du von mir gehst)
- 1977: Sérgio Mendes feat. Brasil 77
- 1980: The Shadows
- 1981: Elkie Brooks
- 1981: Petula Clark
- 1989: The King’s Singers
- 1989: Munich Symphonic Sound Orchestra (M.S.S.O.)
- 1990: René Froger
- 1991: Gipsy Vagabonds (Si te vas de mi)
- 1995: I.S.P.
- 1995: Chess
- 1996: Loïs Lane
- 1996: Fausto Papetti
- 1996: Teresa Carpio
- 1997: Peter Cetera
- 1997: John O’Banion
- 1999: Marti Webb
- 1999: Günther Neefs
- 2000: Undercover
- 2001: The Isley Brothers
- 2002: Brotherhood of Man
- 2002: Eric Hansen
- 2002: Ive Mendes
- 2003: Lemon Jelly (Soft)
- 2004: VS
- 2004–2006: Philip Bailey sang den Song bei seinen Joint Concerts mit der Band Chicago.[19]
- 2005: 3T feat. T-Rio
- 2006: Wendy van Wanten
- 2007: John Barrowman
- 2007: Suzy Bogguss
- 2009: Boyz II Men